# Montaigu-les-Bois
Montaigu-les-Bois település Franciaországban, Manche megyében. Lakosainak száma 208 fő (2022. január 1.). Montaigu-les-Bois La Bloutière, Le Mesnil-Garnier, Percy-en-Normandie és Gavray-sur-Sienne községekkel határos.

## Népesség
A település népességének változása:
| Lakosok száma | 273  | 231  | 200  | 230  | 246  | 233  | 226  | 227  | 221  | 208  |
|               | 1968 | 1982 | 1990 | 2006 | 2013 | 2015 | 2017 | 2019 | 2020 | 2022 |